# ۵ مارس
۵ مارس شصت و چهارمین (در سال‌های کبیسه شصت و پنجمین) روز سال در گاه‌شماری میلادی است. ۳۰۱ روز تا پایان سال باقی‌است.

## رویدادها
- ۱۶۱۶ - کتاب درباره گردش اجرام آسمانی نوشته نیکلاس کوپرنیک در فهرست کتاب‌های ممنوعه قرار گرفت.
- ۱۹۳۳ - حزب ناسیونال‌سوسیالیست کارگران آلمان با دریافت ۴۳٫۹٪ آرا در انتخابات پیروز شد.
- ۱۹۷۴ - جنگ یوم کیپور: نیروهای اسرائیلی از کرانه باختری کانال سوئز عقب نشستند.
- ۱۹۸۲ - فرود کاوشگر ونرا ۱۴ بر سیاره زهره
- ۱۹۸۹ - سیارک نادری (۵۵۱۵) توسط الینور هلین از رصدخانه پالومار در کالیفرنیا کشف شد.

## زادروزها
- ۱۸۷۰ - روزا لوکزامبورگ، انقلابی سوسیالیست و کمونیست آلمانی لهستانی‌تبار (ز. ۱۹۱۹)
- ۱۹۰۳ - زکی رستم، بازیگر مصری
- ۱۹۲۲ - پیر پائولو پازولینی، شاعر، کارگردان، نویسنده ایتالیایی
- ۱۹۹۳ - هری مگوایر، بازیکن فوتبال انگلیسی

## درگذشت‌ها
- ۱۹۶۶ - آنا آخماتووا، شاعر روس
- ۱۹۵۳ - ژوزف استالین، سیاست‌مدار و رهبر کمونیست شوروی
- ۲۰۱۳ - هوگو چاوز، رئیس‌جمهور ونزوئلا